# T2FD

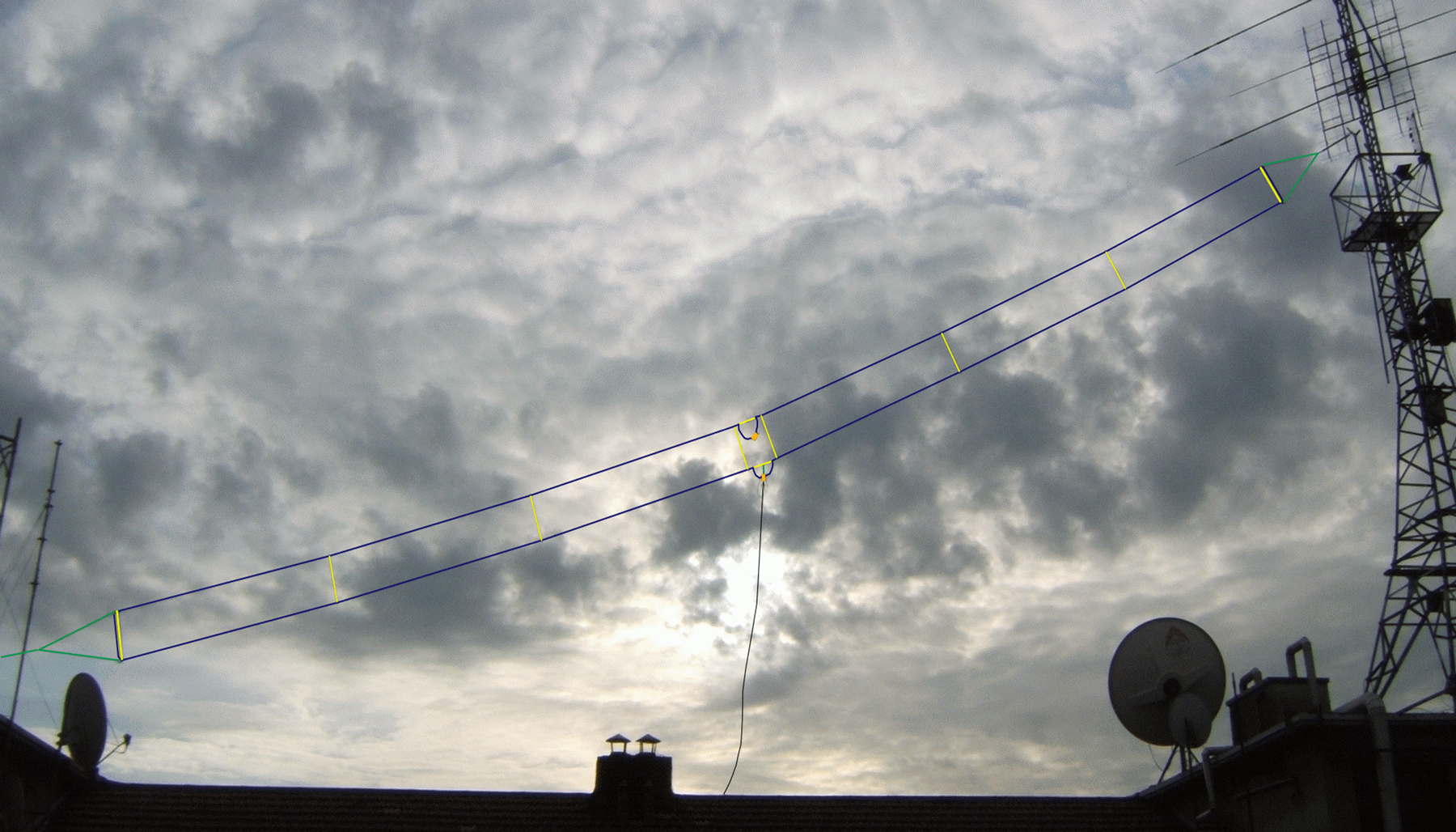
5-30MHzの帯域を網羅する20mのT2FD アンテナ

T2FD（ティーツーエフディー）は、無線通信用アンテナの一種である。主に長波から短波の送信用に用いられる。名前はTerminated,Tilted,Folded Dipole（傾斜・折り返し式終端型ダイポール）の頭文字を取ったもの。 
構造は、折返しダイポール・アンテナのエレメントの中間（給電点の反対側）に終端抵抗（ターミネーター）を設けたものである。通常、終端抵抗は給電線のインピーダンスよりも高い抵抗値が用いられるため、給電部にインピーダンス変換器を設ける。例えば50Ωの同軸ケーブルで給電する場合、1:9の変換比を持つインピーダンス変換器を通して給電し、終端抵抗を450Ωとする。
ダイポール・アンテナなど多くのアンテナは、定常波を励起させることによって動作するため、アンテナの長さ等で決まる固有の周波数に近い周波数でのみ動作する。しかし、T2FDは、定常波が生じない場合は進行波の成分を終端抵抗でジュール熱として消費するため、波長がエレメントの全長よりも長い任意の周波数で送信が可能である。ただし、熱損失があるため、効率は非常に悪く、また受信も可能であるが出力は小さい。